# Whatever You Want (bài hát của Pink)
"Whatever You Want" là một bài hát của ca sĩ-nhạc sĩ người Mĩ Pink trong album phòng thu thứ bảy của cô - Beautiful Trauma. Pink đồng sáng tác bài hát với những nhà sản xuất của nó, Max Martin và Shellback. Bài hát được gửi đến các đài phát thanh hot adult contemporary vào ngày 4 tháng 6, 2018 như là đĩa đơn thứ ba từ album.

## Phát hành
Vào ngày 5 tháng 10, 2017, "Whatever You Want" được phát hành như là đĩa đơn quảng bá thứ hai từ album. Bài hát ra mắt cùng với đoạn thông báo chuyến lưu diễn Beautiful Trauma World Tour của Pink và bộ phim tài liệu của cô trên Apple Music.

## Video âm nhạc
Video âm nhạc của bài hát ra mắt ngày 1 tháng 3, 2018 trên Apple Music. Nó được phát hành độc quyền cho khách hàng của hệ thống này và được phát hành rộng rãi vào ngày hôm sau. Đoạn video được đạo diễn và chỉnh sửa bởi Brad Comfort, bao gồm những clip của Pink khi cô đang tập dượt cho chuyến lưu diễn Beautiful Trauma World Tour, clip từ màn trình diễn của cô tại Super Bowl LII và từ Lễ trao giải Video âm nhạc của MTV năm 2017.

## Xếp hạng
| Xếp hạng (2017–18)                    | Vị trí cao nhất |
| ------------------------------------- | --------------- |
| Úc (ARIA)                             | 44              |
| Bỉ (Ultratip Flanders)                | 6               |
| Bỉ (Ultratip Wallonia)                | 47              |
| Canada AC (Billboard)                 | 33              |
| Canada Hot AC (Billboard)             | 29              |
| Croatia (HRT)                         | 58              |
| Pháp (SNEP)                           | 58              |
| Hungary (Rádiós Top 40)               | 35              |
| New Zealand Heatseekers (RMNZ)        | 4               |
| Thụy Sĩ (Schweizer Hitparade)         | 79              |
| Hoa Kỳ Adult Contemporary (Billboard) | 26              |
| Hoa Kỳ Adult Pop Airplay (Billboard)  | 12              |

## Lịch sử phát hành
| Khu vực  | Thời gian        | Dạng                                  | Hãng đĩa | Ref.   |
| -------- | ---------------- | ------------------------------------- | -------- | ------ |
| Hoa Kỳ   | 5 tháng 10, 2017 | Tải xuống kỹ thuật số                 | RCA      | [ 13 ] |
| Hoa Kỳ   | 4 tháng 6, 2018  | Đài phát thanh Hot adult contemporary | RCA      | [ 14 ] |
| Toàn cầu | 22 tháng 6, 2018 | Tải xuống kĩ thuật số (EP Remix)      | RCA      | [ 15 ] |